# Lin Meiling
Lin Meiling (1 de maig de 1990) és una esportista xinesa que va competir en judo, guanyadora d'una medalla d'or al Campionat Asiàtic de Judo de 2009 en la categoria de –63 kg.

## Palmarès internacional
| Campionat Asiàtic | Campionat Asiàtic     | Campionat Asiàtic | Campionat Asiàtic |
| Any               | Lloc                  | Medalla           | Categoria         |
| ----------------- | --------------------- | ----------------- | ----------------- |
| 2009              | Taipei ( Xina Taipei) | 1                 | –63 kg            |